# Гнойен
Гнойен (нем. Gnoien) — небольшой город в Германии, в земле Мекленбург-Передняя Померания, входит в район Росток, и подчиняется управлению Гнойен.
Население составляет 3060 человек (на 31 декабря 2013 года). Занимает площадь 41,08 км².

## История
Первое упоминание о поселении относится к 1257 году.
В 1884 году через город была проложена железная дорога, закрытая в 1997 году.
В 2007 году город отпраздновал своё 750-летие.

## Городской округ
Гнойен также образует городской округ, куда входят 5 населённых пунктов:
- Гнойен (нем. Gnoien) — город.
- Варбелов (нем. Warbelow, 53°59′18″ с. ш. 12°43′21″ в. д.HGЯO).
- Дёлиц (нем. Dölitz, 53°56′58″ с. ш. 12°40′52″ в. д.HGЯO).
- Кранихсхоф (нем. Kranichshof, 53°56′51″ с. ш. 12°42′12″ в. д.HGЯO).
- Эшенхёрн (нем. Eschenhörn, 53°58′04″ с. ш. 12°45′30″ в. д.HGЯO).

## Галерея

Гнойен на карте района
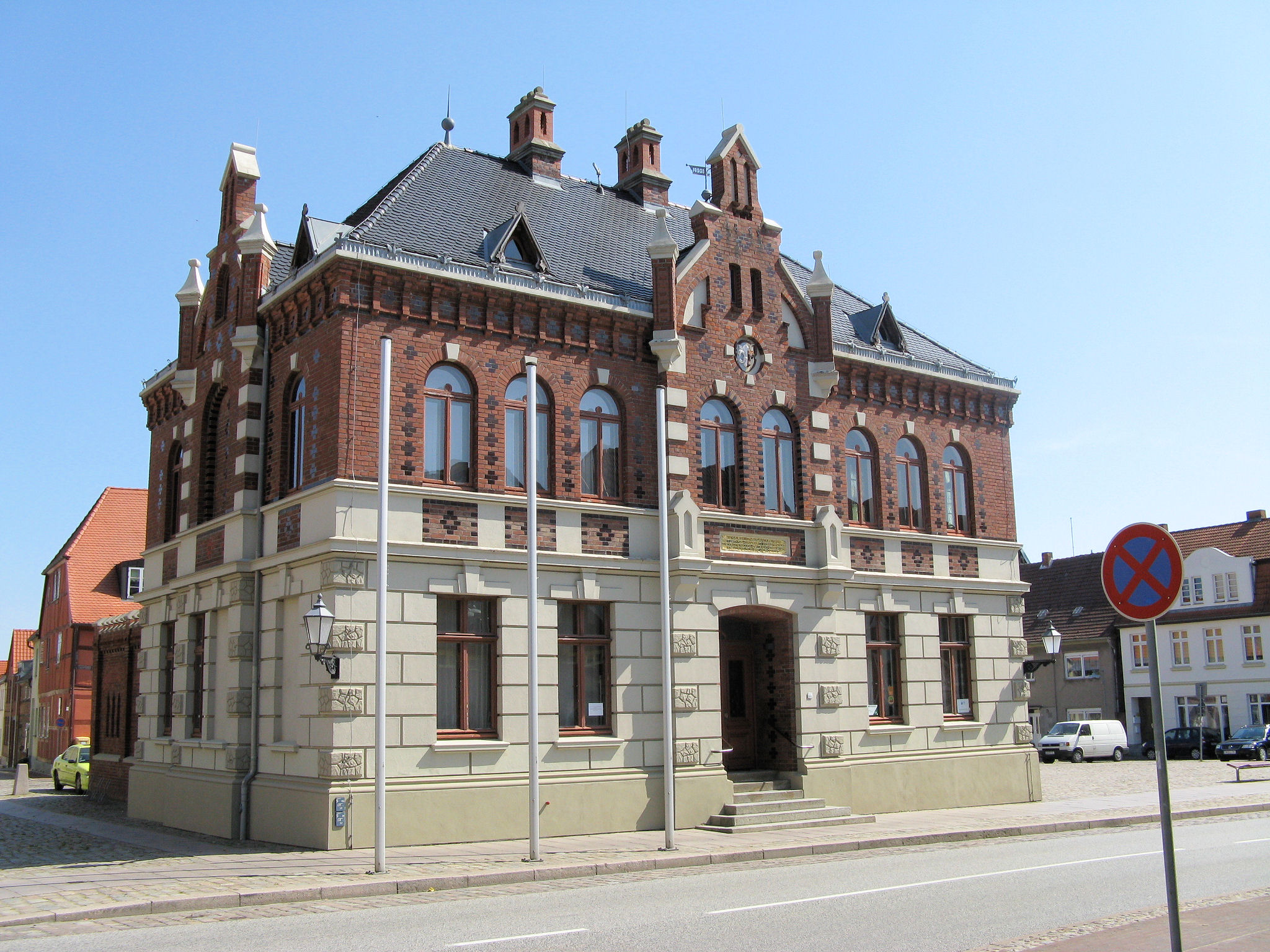
Городская ратуша
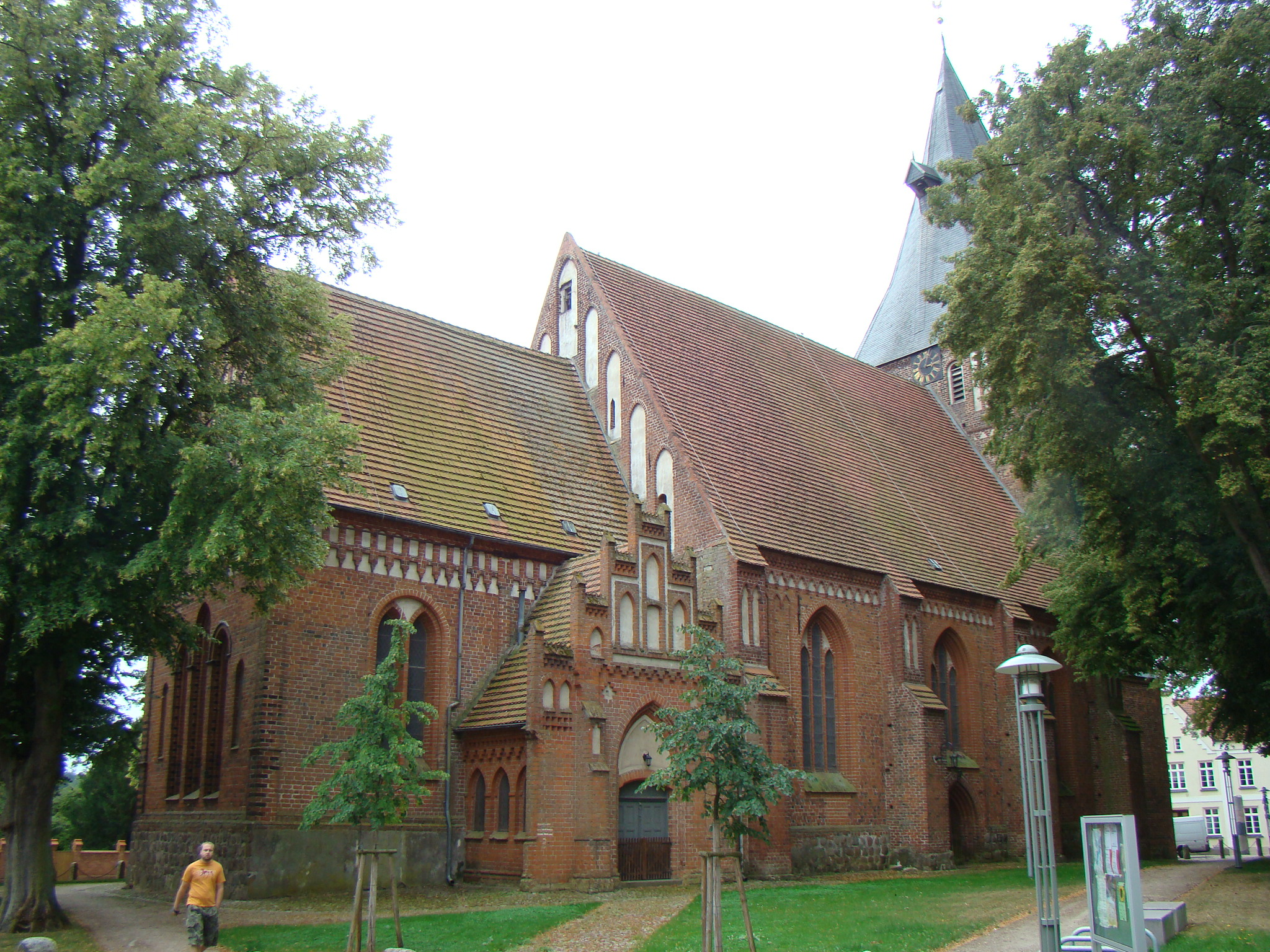
Церковь в Гнойене
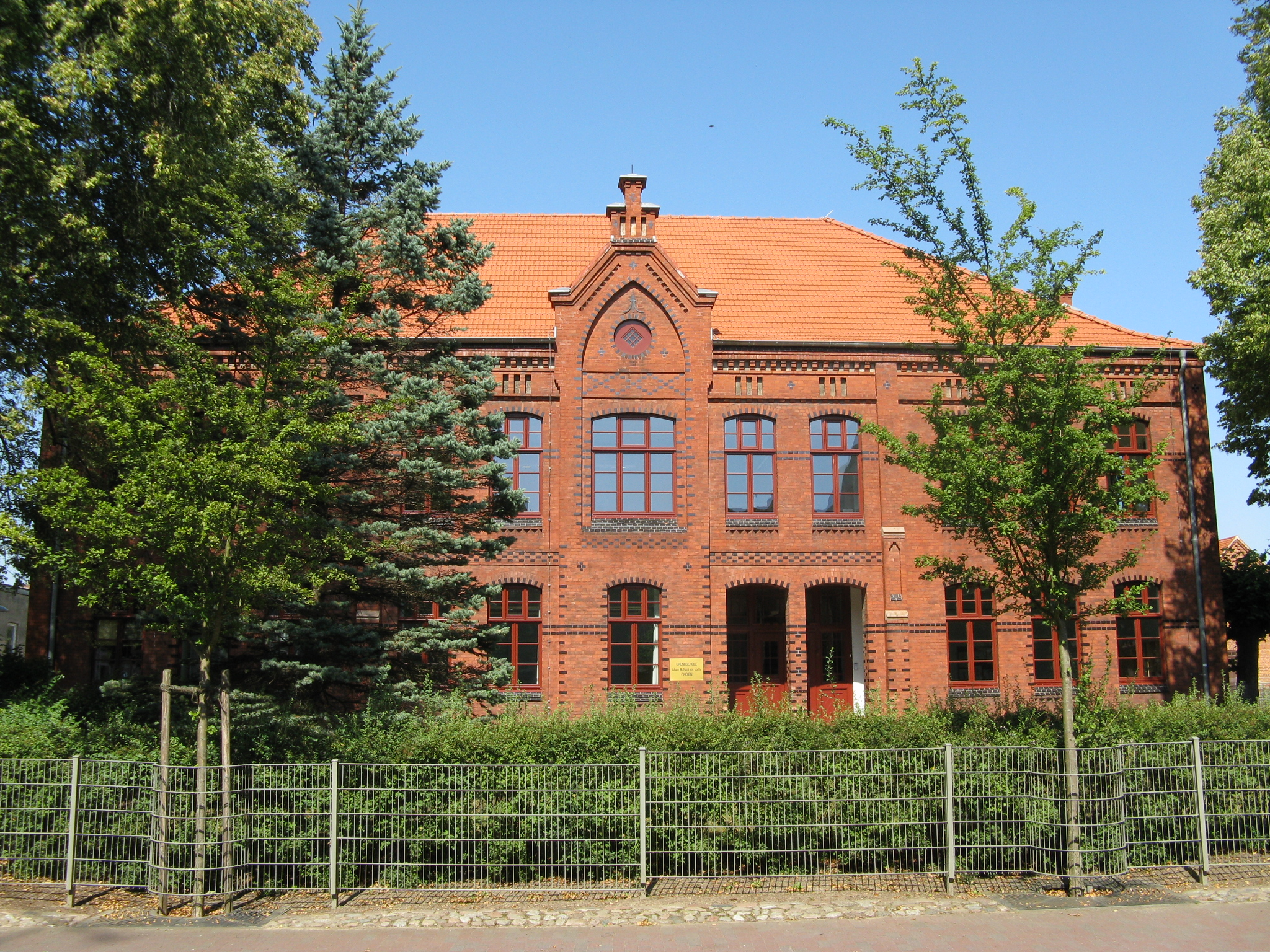
Начальная школа Гнойена

## Известные уроженцы
- Бернд Ольбрихт — немецкий гребец-байдарочник, двукратный олимпийский чемпион.
- Фридрих Хейзер (1857—1921) — немецкий художник.